# 大石昌義
大石 昌義（おおいし まさよし、1972年7月18日 - ）は、兵庫県西宮市出身の元プロ野球選手（投手、外野手）。右投右打。
一度現役を引退した後、打撃投手としての採用を受けた後に現役復帰し野手転向した変わり種である。

## 来歴・人物
中学時代は常盤貴子の同級生であった。
鳴尾高卒業後、浪人中の1991年に広島東洋カープの新人テストを受け合格。1991年のプロ野球ドラフト会議で8位指名を受け入団するも、一軍登板のないままわずか2年で退団。2年目の終盤はファームで打者として出場していた。
その後、1994年に地元の阪神タイガースに打撃投手として採用されるが、6月に投手不足のため現役復帰。1996年には野手転向するが阪神でも一軍出場はならず、この年限りで現役引退。
その後、1997年から2001年にかけ再び阪神の打撃投手を務めた。退団後は会社員の傍ら、阪神時代の同僚と少年野球の指導にあたる。

## 詳細情報

### 年度別投手成績
- 一軍公式戦出場なし

### 年度別打撃成績
- 一軍公式戦出場なし

### 背番号
- 66 （1992年 - 1993年、1995年 - 1996年）
- 108 （1994年）
- 109 （1997年 - 2001年）